# 波兰医疗体系
波兰的医疗体系以保险为基础，通过名为“国家卫生基金”的公费医疗系统提供，波兰公民只要属于“被保险人”（通常指由雇主支付医疗保险，或者是被保险人的配偶或子女），都可以免费享受医疗服务。根据《波兰宪法》第68条，公民有享受医疗服务的权利。公民可以平等地享受政府资助的医疗保健系统，政府有义务为幼儿、孕妇、残疾人和老年人等特殊群体提供免费医疗服务。然而，波兰的私营医疗系统也相当普及，没有医疗保险的病人需要全额支付医疗费。根据CBOS2016年的一项研究，在参与调查的84%的患者中，40%的人表示既使用公立医疗服务也使用私立医疗服务，37%的人仅使用公立医疗服务，7%的人仅使用私立医疗服务。77%的受访者表示，使用私立医疗服务的主要原因是公共医疗服务需要等待较长时间。

国家卫生基金标志

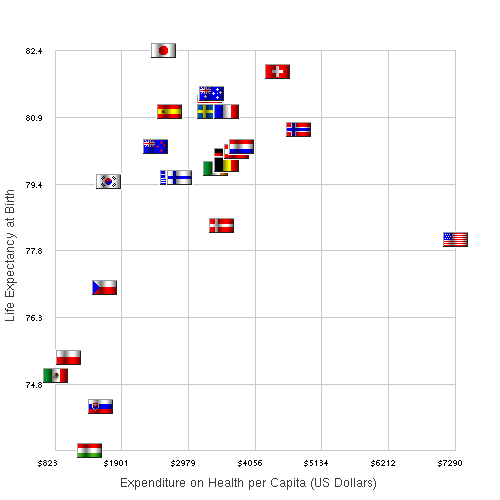
2007年部分国家人均医疗卫生支出与预期寿命的关系